# شرکت هوافضای کاواساکی

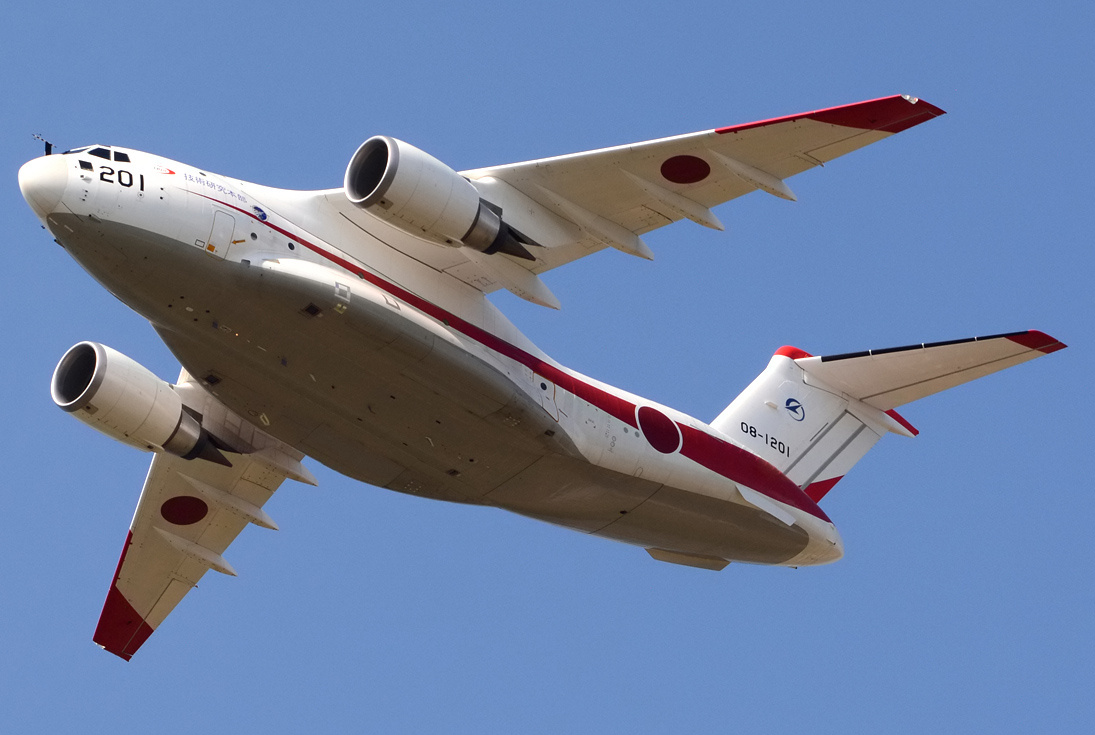
کاوازاکی XC-2

شرکت هوافضای صنایع سنگین کاواساکی (به ژاپنی: 川崎重工業航空宇宙カンパニー) زیرمجموعه‌ای از شرکت صنایع سنگین کاوازاکی است که در حوزهٔ هوافضا فعالیت می‌کند. این شرکت محصولاتی نظیر بالگرد، هواپیما، فضاپیما، موتورهای جت، موشک و تجهیزات الکترونیکی مربوطه را تولید می‌نماید.

## تاریخچه
شرکت کشتی‌سازی کاواساکی ماه آوریل سال ۱۹۱۹ یک بخش هواگردسازی در کارخانه هیوگو خود در کوبه ایجاد کرد. هدف از این بخش تولید هواگردهای خارجی برای نیروی زمینی امپراتوری ژاپن بود. برای هجده سال هواگردها در همان کارخانه کشتی‌سازی در ناحیه صنعتی کوبه تولید می‌شدند. در ابتدا خود کارخانه هیچ فرودگاهی نداشت؛ در حقیقت نیازی هم به آن نبود که چرا که هواگردها به صورت سرهم‌نشده تحویل نیروی زمینی می‌شدند. بخش هواگردسازی سال ۱۹۲۲ به یک دپارتمان در شرکت ارتقا یافت و تاکِزاکی توموکیچی، افسر پیشین نیروی دریایی امپراتوری ژاپن، به عنوان نخستین مدیر کل آن منصوب شد. سال بعد یک محوطه فرود کوچک برای آن در فرودگاه کاگامیگاهارا در نزدیکی گیفو ساخته شد. خط آهن فرا هونشو یک اتصال ۱۹۰ کیلومتری بین دپارتمان هواگردسازی در فرودگاه کاگامیگاهارا و کارخانه و دفتر مرکزی در کوبه برقرار می‌کرد. از ماه مه سال ۱۹۲۷ کارخانه هواگردسازی کاواساکی نام گرفت و ماه دسامبر همان سال فعالیت‌های تولیدی خود را به تأسیسات گسترش‌یافته در قسمت شمالی فرودگاه کاگامیگاهارا که هم‌اینک متعلق به نیروی زمینی بود، منتقل کرد.
کارخانه هواگردسازی ماه نوامبر سال ۱۹۳۷ کاملاً از شرکت مادر جدا شد و نام «شرکت هواگردسازی کاواساکی با مسئولیت محدود» بر خود نهاد. سال ۱۹۴۰ یک کارخانه جدید در آکاشی در نزدیکی غرب کوبه احداث شد. همان زمان یک واحد زیرمجموعه برای تولید بدنه در آکاشی پدید آمد. دفتر اصلی شرکت هم در آکاشی مستقر شد. ماه سپامبر سال ۱۹۴۱ یک فرودگاه صحرایی در آکاشی ساخته شد.

## محصولات
شرکت ماه اوت سال ۱۹۱۹ مجوز تولید هواگرد فرانسوی سالمسو ۲-آ. ۲ از گونه دوسرنشین شناسایی به همراه موتور آن را خریداری کرد. ارتباط نزدیکی با شرکت آلمانی دورنیه برقرار و حق تولید چندین هواگرد آن دریافت شد. در نتیجه این همکاری، مهندس ریشارت فوگت سال ۱۹۲۴ از این شرکت آلمانی به کاواساکی منتقل شد و نقش مشاور و طراح اصلی آن را برعهده گرفت. همان سال شرکت شروع به تولید موتورهای هواگرد ب‌ام‌و در توافق با این شرکت آلمانی کرد. با حرکت شرکت به سمت هواگردهای بزرگ‌تر، تولید بمب‌افکن سنگین گونه ۸۷ از سال ۱۹۲۷ آغاز شد. مجموعاً ۲۸ فروند از این بمب‌افکن دو موتوره تمام‌فلزی خشکی‌پایه که شباهت زیادی به قایق پرنده دورنیه وال داشت، در تأسیسات کشتی‌سازی کوبه تولید شد.
شرکت در تمامی طول دهه‌های ۱۹۲۰ و ۱۹۳۰ سفارش‌های زیادی از نیروی زمینی دریافت کرد که حاصل از نیاز پدید آمده در اثر جنگ قریب‌الوقوع با چینی‌ها بود. در این جریان سال ۱۹۳۵ سفارش تولید ۱٬۰۰۰ فروند از بمب‌افکن سبک گونه ۹۸ (کی-۳۲) دریافت شد که اتصال نزدیکی بین نیروی زمینی و شرکت کاواساکی برای تولیدات آینده برقرار کرد.
تولید موتور هواگرد تا اوایل سال ۱۹۳۹ در کارخانه کشتی‌سازی کاواساکی انجام می‌گرفت.